# كليفلاند
مدينة كليفلاند هي حاضرة مقاطعة كاياهوغا في أوهايو الأمريكية. تقع المدينة على الساحل الجنوبي لبحيرة إيري في الشطر الشمالي الشرقي لولاية أوهايو، وعلى بعد 100 كيلومتر من حدود ولاية بنسلفانيا. أسست المدينة عام 1796 على ضفة نهر كَيَهوغا (النهر العظيم في لغة الهنود الحمر). ويوجد ملعب كليفلاند براونز في المدينة وهو ملعب فريق المدينة كليفلاند براونز الذي يلعب في دوري كرة القدم الأمريكية.
أظهرت إحصائيات عام 2000 أن عدد سكان المدينة بلغ 478,403 نسمة، وبذلك تكون ثاني أكبر مدينة في ولاية أوهايو، وفي الترتيب 33 لأكبر مدينة في الولايات المتحدة، أما عدد سكان المدينة مع ضواحيها فيصل إلى مليون ونصف المليون نسمة. كليفلاند هي مركز مدينة كليفلاند الكبرى أكبر حاضرة في ولاية أوهايو، والتي تضم عدة مقاطعات خاج كاياهوغا. والمدينة أيضا جزء من منطقة كليفلاند-آكرن-إلريا الكبيرة ويبلغ سكانها 2,250,871 نسمة. أخذت المدينة اسمها بتاريخ 22 آذار من سنة 1796 للميلاد عندما سمّاها مساحون من شركة (أرض كوناتِكت) على اسم موزس كليفلاند (1754-1806) مدير مجموعة المسح في تلك المنطقة.

## التركيبة السكانية
قام مكتب تعداد الولايات المتحدة بتحديد بيانات التركيبة السكانية لكليفلاند في تعداد الولايات المتحدة. في ما يلي، التركيبة السكانية حسب تعدادي 2000 و 2010.

### تعداد عام 2000
بلغ عدد سكان كليفلاند 478,403 نسمة بحسب تعداد عام 2000، وبلغ عدد الأسر 190,638 أسرة وعدد العائلات 111,904 عائلة مقيمة في المدينة. في حين سجلت الكثافة السكانية 6,166.5 نسمة لكل ميل مربع (2,380.9/كم2). وبلغ عدد الوحدات السكنية 215,856 وحدة بمتوسط كثافة قدره 2,782.4 لكل ميل مربع (1,074.3/كم2).
وتوزع التركيب العرقي للمدينة بنسبة 0.3% من الأمريكيين الأصليين و 51.0% من الأمريكيين الأفارقة.
```
وبلغت نسبة 
الأزواج
 القاطنين مع بعضهم البعض 28.5% من أصل المجموع الكلي للأسر، ونسبة 24.8% من الأسر كان لديها معيلات من الإناث دون وجود شريك، تألفت نسبة 35.2% من أصل جميع الأسر من أفراد ونسبة 11.1% كانوا يعيش معهم شخص وحيد يبلغ من العمر 65 عاماً فما فوق. وبلغ متوسط حجم الأسرة المعيشية 3.19، أما متوسط حجم العائلات فبلغ 2.44.
```

بلغ العمر الوسطي للسكان 33 عاماً. وكانت نسبة 9.5% بين الثامنة عشرة والأربعة وعشرين عاماً، ونسبة 30.4% كانت واقعةً في الفئة العمرية ما بين الخامسة والعشرين والأربعة وأربعين عاماً، ونسبة 19.0% كانت ما بين الخامسة والأربعين والرابعة والستين، ونسبة 12.5% كانت ضمن فئة الخامسة والستين عاماً فما فوق. يوجد لكل 100 أنثى 90.0 ذكر، ويوجد لكل 100 أنثى في الثامنة عشر من عمرها فما فوق 85.2 ذكر.
وكان متوسط دخل الذكور 30,610 دولار مقابل 24,214 دولار للإناث. وسجل دخل الفرد الخاص بالمدينة 14,291 دولار.

### تعداد عام 2010
بلغ عدد سكان كليفلاند 396,698 نسمة بحسب تعداد عام 2010، وبلغ عدد الأسر 167,490 أسرة وعدد العائلات 89,821 عائلة مقيمة في المدينة. في حين سجلت الكثافة السكانية 5,107.0 نسمة لكل ميل مربع (1,971.8/كم2). وبلغ عدد الوحدات السكنية 207,536 وحدة بمتوسط كثافة قدره 2,671.0 لكل ميل مربع (1,031.3/كم2).
وتوزع التركيب العرقي للمدينة بنسبة 37.3% من البيض و 0.3% من الأمريكيين الأصليين و 1.8% من الأمريكيين ذوي الأصول الآسيوية و 53.3% من الأمريكيين الأفارقة و 4.4% من الأعراق الأخرى و 2.8% من عرقين مختلطين أو أكثر.
بلغ عدد الأسر 167,490 أسرة كانت نسبة 29.7% منها لديها أطفال تحت سن الثامنة عشر تعيش معهم، وبلغت نسبة الأزواج القاطنين مع بعضهم البعض 22.4% من أصل المجموع الكلي للأسر، ونسبة 25.3% من الأسر كان لديها معيلات من الإناث دون وجود شريك، بينما كانت نسبة 6.0% من الأسر لديها معيلون من الذكور دون وجود شريكة وكانت نسبة 46.4% من غير العائلات. تألفت نسبة 39.5% من أصل جميع الأسر من أفراد ونسبة 10.7% كانوا يعيش معهم شخص وحيد يبلغ من العمر 65 عاماً فما فوق. وبلغ متوسط حجم الأسرة المعيشية 3.11، أما متوسط حجم العائلات فبلغ 2.29.
بلغ العمر الوسطي للسكان 35.7 عاماً. وكانت نسبة 24.6% من القاطنين تحت سن الثامنة عشر، وكانت نسبة 11% بين الثامنة عشرة والأربعة وعشرين عاماً، ونسبة 26.1% كانت واقعةً في الفئة العمرية ما بين الخامسة والعشرين والأربعة وأربعين عاماً، ونسبة 26.3% كانت ما بين الخامسة والأربعين والرابعة والستين، ونسبة 12% كانت ضمن فئة الخامسة والستين عاماً فما فوق. وتوزع التركيب الجنسي للسكان بنسبة 48.0% ذكور و 52.0% إناث.

## جغرافية المدينة
تقع المدينة على خط 41 درجة و 28.56 دقيقة شمالا، و81 درجة و 40.11 دقيقة غربا.
طبقا لمركز إحصاء السكان الأمريكي، فإن المدينة تحتل 213.5 كم² أو 82.4 ميل². 200.9 كم² (77.6 ميل²) أرض و 12.5 كم² (4.8 ميل²) مياه. ييلغ طول شاطئ المدينة 173 متر على يحيرة إيري.

## تاريخ المدينة
عاشت قبائل تشبيوا، إيري، وإيريقوي من الهنود الحمر على ضفاف منقطة كليفلاند قبل قدوم الأوروبيين. عام 1796 قام موزيس كليفلاند المسّاح من شركة كونتكت للأراضي بقيادة مجموعة من نفس الشركة لاستكشاف تلك البقعة من الأرض التي أقيمت عليها مدينة كليفلاند فيما بعد. ادّعت شركة كونتِكت امتلاكها لمساحة الأرض المدعوة بالمحمية الشرقية في شمال شرق أوهايو منذ حصولها على إذن ملكي عام 1662 من تشارلز الثاني حاكم المملكة المتحدة آنذاك. عام 1795 ابتاعت شركة كونتكت معظم أراضي المحمية الشرقية بما في ذلك منطقة كليفلاند. في بدايات القرن التاسع عشر توافد المزيد من المستوطنين وسكنوا في تلك الأرض، تم اعتماد كليفلاند كاسم للقرية عام 1914.

### النمو الاقتصادي
بعد فتح قناة إيري سنة 1825 التي تربط بحيرة إيري بالمحيط الأطلسي كان هناك انخفاض في أسعار نقل المصنوعات إلى المناطق الشمالية الغربية والمواد الخام إلى المناطق الشرقية للولايات المتحدة، وبذلك ساعدت القناة على ازدهار كليفلاند وجعلها مركزا للتجارة. عام 1836 أقر المجلس التشريعي لأوهايو بتحويل كليفلاند إلى مدينة، حيث كان عدد سكانها في ذلك الوقت قرابة 6000 نسمة. في النصف الثاني من القرن التاسع عشر تحولت كليفلاند من مدينة تجارية إلى مركز اقتصادي، فتم بناء خط السكة الحديدية الأول في المدينة عام 1851 ليصلها بعاصمة أوهايو كولومبوس. كان عام 1852 أول مرة تدخل فيها سفينة شحن محملة بالفحم والحديد الخام إلى ميناء كليفلاند. اعتمدت المدينة على شحنات الحديد الخام من مينيسوتا والفحم من بنسلفانيا لتصبح مركزا لصنع القاطرات ومواد حديدية أخرى. زاد عدد السكان عام 1870 حوالي 128,000 نسمة ليصبح 145,281 من أصل 17,034 عام 1850.

### أحداث مهمة في تاريخ المدينة
- 1796 - المسّاح موزيس كليفلاند يصل إلى منطقة كليفلاند حيث كانت غير معمورة
- 1800 - إنشاء مقاطعة ترمبول حيث كانت كليفلاند جزءا منها
- 1803 - انضمام أوهايو إلى الولايات المتحدة رسميا
- 1805 - وضع حدود لمقاطعة جوغا تضم فيها مدينة كليفلاند
- 1808 - لويرنزو كارتر يبني أول سفينة في كليفلاند اسمها زفر (Zephyr) بمعنى النسيم العليل أو القماش.
- 1810 - تنظيم مقاطعة كاياهوغا واختيار كليفلاند كمركز لها
- 1814 - اعتماد كليفلاند كقرية في رسميا
- 1815 - انتخاب ألفرد كلي كأول رئيس لقرية كليفلاند
- 1822 - افتتاح أول جسر ليعبر فوق نهر كاياهوغا
- 1832 - وصل نهر أوهايو بقناة إيري
- 1836
  - انتخاب جون ويلاق ويلي كأول عمدة لمدينة كليفلاند
  - حرب الجسور تشتعل بين مدينة كليفلاند ومدينة أوهايو
- 1842 - صدور أول عدد من صحيفة البلاين ديلر
- 1847 - اتمام بناء أول خط تلغرافي بين مدينتي كليفلاند وبتسبورغ
- 1851 - بناء خطوط للسكك الحديدية بين كبرى مدن أوهايو الثلاث كليفلاند، كولومبوس، وسنسناتي
- 1854 - إضافة مدينة أوهايو إلى مدينة كليفلاند لتصبح جزءا منها
- 1861 - بدء الحرب الأهلية الأمريكية
- 1865 - انتهاء الحرب الأهلية الأريكية
- 1866 - إنشاء مديرية شرطة كليفلاند
- 1969
  - افتتاح مكتبة كليفلاند العامة
  - افتتاح مقبرة لايك فيو في القسم الشرقي للمدينة
- 1873 - إضافة مدينة نيوبرغ إلى مدينة كليفلاند
- 1882
  - انتقال جامعة ويسترن ريزيرف إلى كليفلاند
  - إنشاء مدرسة الفن في مدينة كليفلاند
- 1896 - الاحتفال بمرور الذكرى المئوية على إنشاء المدينة
- 1899 - انتخاب توم لافتن جونسون كعمدة للمدنية
- 1905 - إضافة مينتي غلينفيل وبروكلين الجنوبية لمدينة كليفلاند
- 1916 - افتتاح معهد كليفلاند للفن
- 1919 - حدوث أعمال عنف في عيد مهرجان الربيع (1 مايو)
- 1920
  - كليفلاند تصبح أكبر خامس مدينة في الولايات المتحدة
  - فريق كليفلاند إنديانز (هنود كليفلاند) يربح نهائيات العالم في لعبة كرة السلة
  - افتتاح متحف كليفلاند للتاريخ الطبيعي
- 1921 - إنشاء مستوصف كليفلاند للرعاية الطبية
- 1929 - تدهور سوق البورصة الأمريكية
- 1930 - إنشاء برج مركز المدينة
- 1944 - انفجار في شركة غاز شرق كليفلاند يوقع 130 قتيلا
- 1947
  - البدء بأعمال البناء في مطار لايك فرونت
  - أول بث لتلفزيون WEWS الأول في أوهايو
- 1964
  - اكتمال بناء برج إيريفيو
  - افتتاح جامعة كليفلاند ستايت
- 1965 - البدء في بث تلفزيون WVIZ التعليمي
- 1966
  - حصول أعمال شغب هاغ التي أسفرت عن وقوع أربعة قتلى
  - افتتاح الفرع الأول من كلية كاياهوغا في مترو كليفلاند
- 1967 - انتخاب كارك برتن ستروكس كأول رئيس أسود لمدينة كبيرة في الولايات المتحدة
- 1974 - إنشاء سلطة النقل المحلي لكليفلاند الكبرى (GCRTA) أو (RTA) اختصارا
- 1976 - إنهاء التمييز العنصري في مدارس كليفلاند العامة بأمر من قاضي المقاطعة فرانك باتستي
- 1981
  - تقليص عدد أعضاء مجلس المدينة من 33 إلى 21
  - زيادة مدة خدمة عمدة المدينة وأعضاء مجلسها من سنتين إلى أربع سنوات
- 1986 - اختيار كمكان لقصر فخر راق آند رول
- 1995
  - افتتاح مبنى ومتحف راق آند رول
  - فوز فريق الإنديانز ببطولة الرابطة الأمريكية لكرة القاعدة
- 1996 - الاحتفال بمرور الذكرى الئوية الثانية على تأسيس المدينة
- 1999 - افتتاح مدرج بنيي كلايفلاند
- 2001 - مواطني كليفلاند ينتخبون جاين كامببل كأول امرأة تتولى منصب رئيسية بلدية المدينة
- 2004 - مناظرة بين المرشحين لمنصب نائب الرئيس دك تشيني وجون إدواردز في جامعة كايس ويسترن ريزيرف
- 2005 - انتخاب فرانك جورج جاكسون محافظ للمدينة
- 2016 - فريق كرة السلة كليفلاند كافليرز يحرز دوري NBA الأمريكي لكرة السلة للمرة الأولى بتاريخ المدينة.

## السكان

### الخصائص السكانية
طبقا لإحصائيات سنة 2000 فإن عدد سكان كليفلاند بلغ 478,403 نسمة في 190,638 عائلة، و 111،904 عوائل مستقرة في المدينة. الكثافة السكانية بلغت 2,380.9/كم² (6,166.5/ميل²). هناك 215,856 وحدة سكنية بمعدل كثافة 1,074.3/كم² (2,782.4/ميل²). تعتبر المدينة من المدن متعددة الأعراق ففيها 41,49% بيض، 50,99% سود، 0.30% سكان أصليين (الهنود الحمر)، 1.35% من آسيا، 0.04% من سكان جزر المحيط الهادئ، 3.59% من أجناس وأعراق أخرى، سكان أمريكا اللاتينية بمختلف أعراقهم يمثلون 7.26% من سكان المدينة.
هناك 190,638 عائلة. 29.9% منهم عندهم أطفال دون سن الثامنة عشرة، 28.5% أزواج يعيشون مع بعضهم، 24.8% ربّات بيوت من غير رجال و 41.3% من يعيشون من غير عائلة. 35.2% من السكان يعيشون منفردين كل له سكنه الخاص به، 11.1% منهم رجال تبلغ أعمارهم أكثر من 65 عاما أو أكثر. أن الحجم المتوسط للبيت عو 2.44 أما الحجم المتوسط للعائلة فهو 3.19.
%28.5 من سكان المدينة تقل أعمارهم عن ال 18 عاما، 9.5% من 18 إلى 24 عاما، 30.4% من 25 إلى 44 عاما، 19% من 45 إلى 64 عاما، 12.5% تبلغ أعمارهم 65 عاما أو أكثر. العمر المتوسط هو 33 سنة. لكل 100 أنثى هناك 90 ذكر. لكل 100 أنثى من عمر 18 وأكبر هناك 85.2 ذكر.
معدل الدخل للبيت في كليفلاند يعادل 25,928 دولار أمريكي. أما معدل الدخل للعائلة فهو 30,286 دولارا. معدل دخل الذكور يبلغ 30,610 دولارا في حين يبلغ معدل دخل الإناث 24,214 دولارا. معدل دخل الفرد للمدينة يساوي 14,291 دولارا. 26.3% من السكان و 22.9% من العائلات هم تحت خط الفقر. 37.6% من الذين يعيشون تحت خط الفقر هم دون سن الثامنة عشرة و 16.8% أكبر من 65 عاما.

### الجماعات العرقية
تتكون كليفلاند من خليط من الأعراق والأجناس يربو على ثمانين جنسية عالمية، نصفهم من الأفارقة الأمريكان. بينما يشكّل العرب قرابة 0.6% (أقل من واحد بالمئة) من سكان المدينة. أما البقية الغالبة فهم من أصول أوروبية. ومن الجنسيات المختلفة أيضا الآسيوييون والسكان الأصليين.

### التعليم
يتولى محافظ المدينة المسؤولية عن النظام التعليمي فيها، فهو الذي يختار مراقبي المدراس، ليشغلوا منصب ضباط تنفيذيين لحماية لحفظ الأمن في المدارس. وكذلك يختار لجنة للمدرسة تتكون من تسعة أعضاء، وتخدم لمدة أربعة سنوات مهمتهم وضع سياسة للمدرسة. ويوجد في المدينة 13 معهد للتعليم العالي تختلف فيما بينها في مدة الدراسة، التخصصات، والأقساط المترتبة.

#### الجامعات والكليات
- كلية بالدوين والس (بيري، أوهايو): Baldwin-Wallace College
- جامعة كايس ويسترن ريزرف: Case Western Reserve
- كلية أبرلن (أبرلن، أوهايو): Oberlin College
- كلية كليفلاند للدراسات اليهودية (بيتش ود، أوهايو): Cleveland College of Jewish Studies
- معهد كليفلاند للفن: Cleveland Institute of Art
- معهد كليفلاند للموسيقى: Cleveland Institute of Music
- جامعة كليفلاند ستايت: Cleveland State University
- جامعة جون كارول (يونيفرسيتي هايتس، أوهايو): John Carroll University
- جامعة مايرز: Myers University
- كلية نوتردام (جنوب يوكلد): Notre Dame College
- جامعة إرسلاين (ببر بايك، أوهايو)

#### كليات السنتين
- كلية تراي-سي أو كلية مجتمع كاياهوغا: Cuyahoga Community College
- لايكويد كوميونيتي قاليج: Lakewood Community College.

### المشاكل الاجتماعية
بالتنوع العرقي الذي تشهده كليفلاند يجعل سكانها يواجهون تحديات في تطوير المدينة مع الإبقاء على روح التسامح بين الجاليات والسكان من أجناس مختلفة. واجه سكان المدينة من الأفريقان الأمريكان موجة عنصرية في ستينيات القرن الماضي، مما أدى إلى القيام بأعمال عنف في الجانب الشرقي منها. بعد انتهاء العنف قامت برامج انمائية في المدينة ببث روح التسامح بين الأعراق خاصة السود والبيض. مثال على ذلك، قام برنامج اسمه كليفلاند الآن بتدريب العاطلين عن العمل وايجاد وظائف لهم. كما قامت المدينة بإنشاء مراكز للعناية بالأطفال ومساعدة الأفارقة الأمريكان بافتتاح اعمالهم الخاصة.

## الاقتصاد
تشكل المنتجات الصناعية عصب الحياة الاقتصادية لكليفلاند، فهي توظف خُمس السكان. تمثل قطع غيار الدراجات النارية والفولاذ أهم منتجات المدينة. كما أن الشركات هناك تصنع أدوات تكنولوجيا حيوية، محضرات كيميائية، أدوات كهربائية، أدوات آلية، وبلاستيك.
تعتبر كليفلاند مركزا لدراسات وأبحاث لصنع المنتجات الجديدة. من الأهداف الأساسية لمعاهد البحث في كليفلاند هو تطوير الإنتاج وزيادة المنافسة لاقتصاد الصناعات القديمة، كانت النتيجة لذلك زيادة الإنتاج بدون زيادة نسبة العمالة.

### الصناعات الخدمية

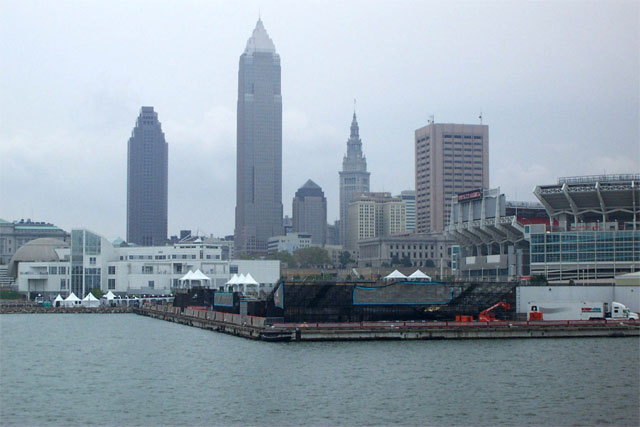
صورة مركز المدينة تظهر فيها بناية keybank (أعلى بناية) وبناية برج المدينة (إلى اليمين)

تشهد الصناعات الخدمية التي تعتبر جزء مهم من اقتصاد كليفلاند زيادة في أعداد الموظفين. المستشفيات، الكليات والجامعات، المحتمعات القانونية، وكذلك سلسلة كبيرة من الشركات توفر وظائف لعمال كثيرين. بالإضافة إلى هذا فإن كليفلاند مركز للعديد من دور الرعاية الصحية. مستوصف كليفلاند على سبيل المثال هو من أهم المعاهد الطبية في الولايات المتحدة لما يعرف عنه من تقديم العلاج المتقدم لمرضى القلب والكلية، وهو أيضا مركز لتوفير الكثير من فرص العمل. أما السياحة فتعتبر مصدر دخل للمدينة آخذ في الزيادة.

### شحن البضائع
ميناء كليفلاند من أكثر الموانئ حركة في منقطة البحيرات العظمى. في 19 سنة (1940-1959) أنفقت المدينة 20 مليون دولار في توسعة وتعميق نهر كاياهوغا ليصلح لإبحار السفن فيه. اليوم تقوم حاملات المواد الخام والفحم بنقل المواد لأكثر من 8 كيلومتر داخل النهر لمصانع الفولاذ. بعد افتتاح ممر الساينت لورانس البحري عام 1959 أصبحت كليفلاند ميناء بحري عالمي فأصبحت باخرات المحيطات تبحر من المحيط الأطلسي إلى البحيرات العظمى.

### المواصلات والنقل
يقع مطار هوبكنز الدولي في الجنوب الغربي للمدينة. بينما يقع مطار بوركيه لاكفرونت بالقرب من مركز المدينة. يوجد في المدينة عدة خطوط للسكك الحديدية لنقل الناس والبضائع. كما يوجد شبكة من الحافلات (RTA) تابعة لسلطة النقل المحلي لكليفلاند الكبرى تخدم السكان في المدينة وضواحيها. عام 1968 افتتحت المدينة خط سكة حديدية يصل بين مركزها ومطار هوبكنز.

### الصحافة
صحيفة البلاين ديلر هي أكثر الصحف انتشارا في كليفلاند. تصدر الصحيفة يوميا وتغطي مجالات السياسة، الاقتصاد، الرياضة، الفن، والأخبار المحلية للمدينة. كذلك تعتبر الصحيفة أكثر مصدر للأخبار يتم توزيعه في كامل ولاية أوهايو وهي أيضا من أكثر 20 صحيفة تداولا في الولايات المتحدة، حيث يبلع قرائها 850,000 شخص في أيام العمل الإسبوعية ويرتفع ذلك الرقم إلى 1.1 مليون شخص في أيام العطلة الاسبوعية. وأيضا تصدر صحيفة الصحافة جريدة العرب في أوهايو عن المركز العربي الأمريكي لتغطّي أمور الجالية العربية في المدينة وتحتوي على قسمين باللغة العربية والإنجليزية، كما يتم استيراد جريدة عرب تايمز التي تصدر في هيوستن إلى المدينة وتباع عند المحلات العربية.

## صور من كليفلاند

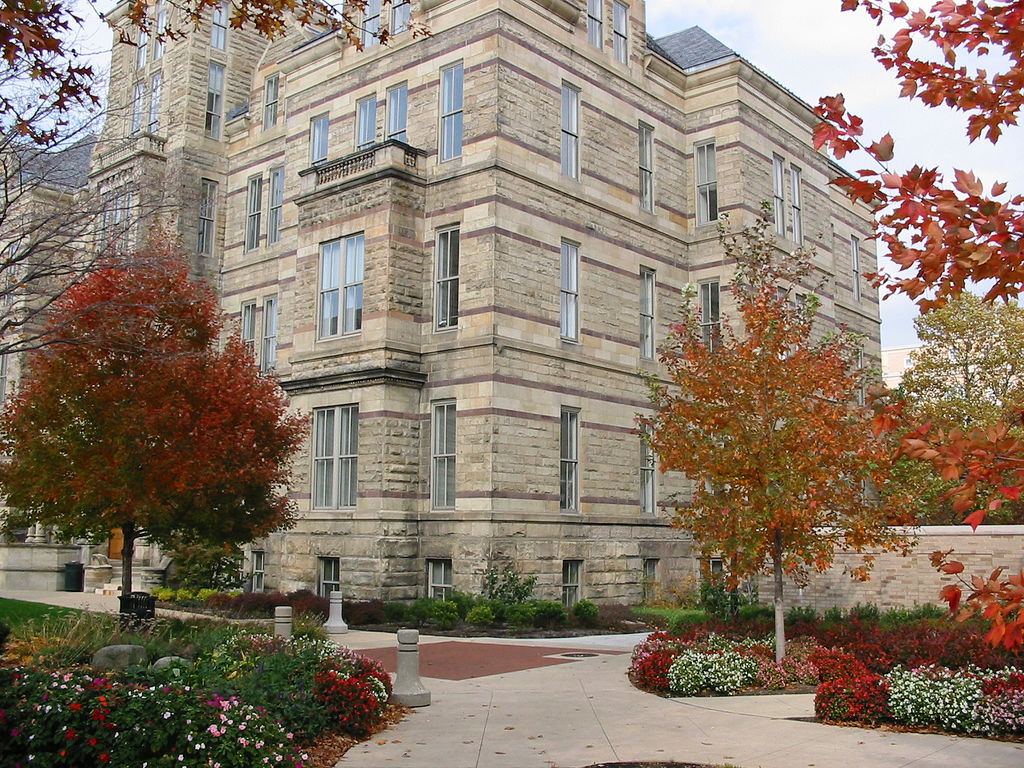
قاعة أديلبرت
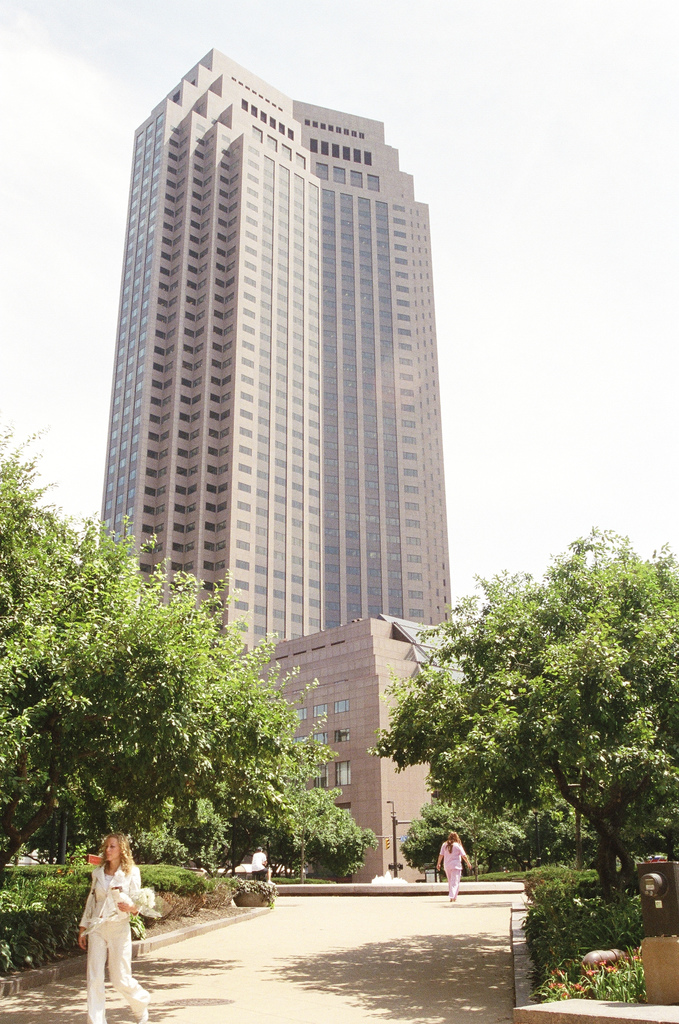
بناية الBP أعلى ناطحة سحاب في كليفلاند
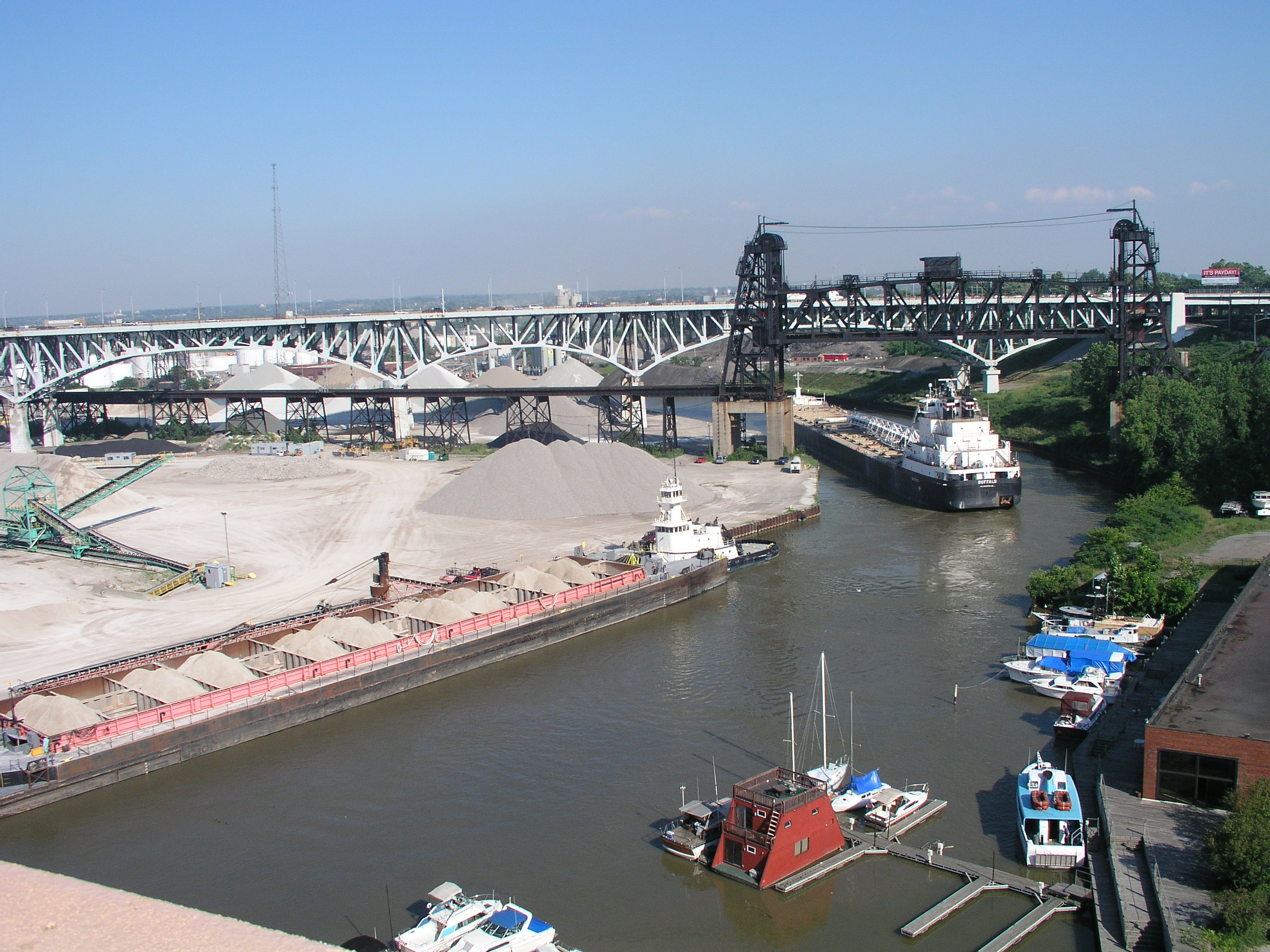
نهر كاياهوغا يشق منتصف المدينة
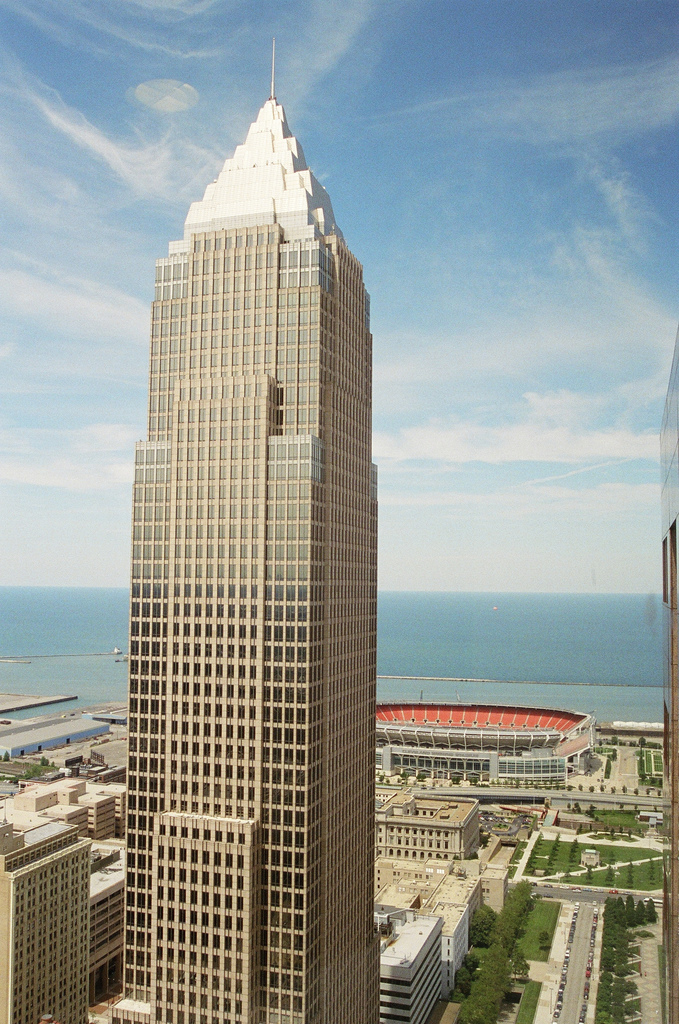
برج مصرف KeyBank من أعلى بنايات كليفلاند
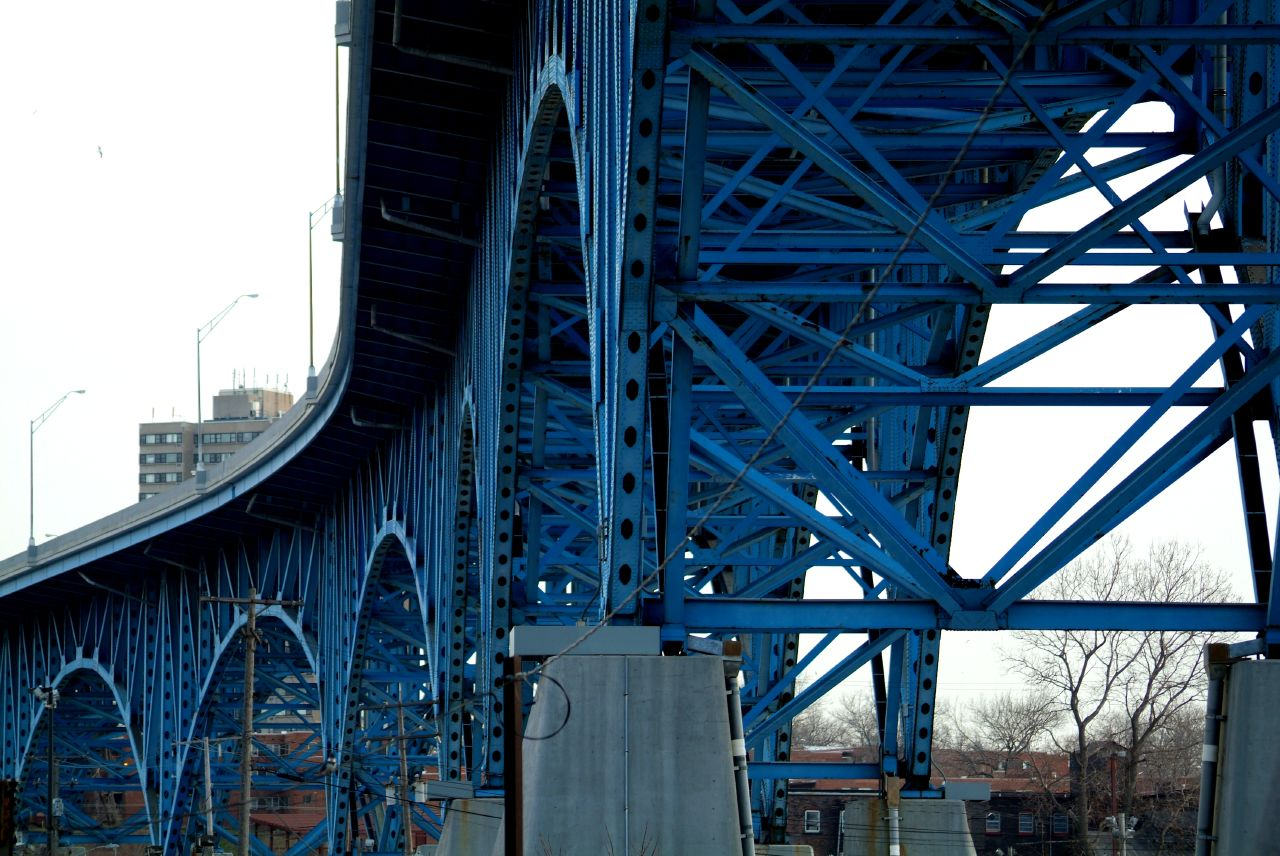
جسر الشارع الرئيسي يقطع وادي نهر كاياهوغا

## وصلات خارجية
- الموقع الرسمي لمدينة كليفلاند على الشبكة العالمية (إنجليزي)
- خارطة مدينة كليفلاند من خرائط غوغل